# پیتاو
پیتاو (به لاتین: Pitav) یک منطقهٔ مسکونی در افغانستان است که در ولایت بدخشان واقع شده‌است.